# دعد حداد
دَعْد حدّاد (۱۴ آوریل ۱۹۳۷ – ۱۳ مارس ۱۹۹۱) شاعر و نمایش‌نامه‌نویس سوری بود. در لاذقیه به دنیا آمد. تحصیلات خود را در دانشگاه دمشق به پایان نرساند. از سال‌های جوانی شروع به نوشتن شعر کرد. به عنوان روزنامه‌نگار در مجلهٔ «جیش الشعب» کار کرد، کارمند ادارهٔ مرکزی آمار در دمشق شد و به عنوان مصحح زبانی و ادبی در چاپخانه‌های وزارت فرهنگ، تا زمان مرگش باقی ماند. در طول حیات ادبی خود سه مجموعه شعر و پنج نمایشنامه نوشت که آخرین مجموعه شعرش چندماه پس از درگذشتش چاپ شد.

## زندگی و پیشه
دعد محمد رشاد حداد در ۱۴ آوریل ۱۹۳۷ در لاذقیه در خانواده‌ای سرشناس و تحصیل‌کرده به دنیا آمد. در دوران کودکی به مطالعه زیاد پرداخت و پس از مطالعات، شروع به نوشتن شعر موزون و سپس نثر کرد، مانند بسیاری از معاصرانش. دربارهٔ مسیر شعری‌اش گفته است که: «از اوایل جوانی شعر می‌گفتم و با شعرهای قافیه‌دار کلاسیک شروع می‌کردم، سپس از بحور و اوزان شعری شدم و به سمت شعر آزاد رفتم… گاهی شعر قافیه‌دار می‌گویم، اما نمی‌دانم چگونه به شعر منثور تبدیل می‌شود.» تحصیلات ابتدایی خود را در مدرسهٔ فرانسیسکن در لاذقیه گذراند و پس از آن، او و خانواده‌اش اول به دمشق رفتند سپس به لاذقیه برگشتند، به دلیل کار پدرش. در لاذقیه دبیرستان را پایان برد. به دمشق بازگشت و به دانشکدهٔ ادبیات - گروه زبان عربی - دانشگاه دمشق پیوست، اما تحصیلات دانشگاهی خود را به پایان نرساند. بر تسلط بر زبان‌های فرانسوی و آلمانی تمرکز کرد.
در طی زندگی حرفه‌ای خود، به هنرهای گوناگونی روی آورد. داستان‌های کودکانه و نمایشنامه نوشت و مجسمه‌سازی و نواختن موسیقی را تمرین کرد. با این حال، شعر در رأس علایقش جای داشت. دربارهٔ اشتیاقش به شعر، یک بار گفت: «شعر، این وابستگی زیبا، لذت‌بخش‌ترین وابستگی‌هاست، این دنیای من است که دوستش دارم… من در شعرم به دنبال قاره‌ای از آزادی مطلق هستم.» حداد به عنوان مصحح زبانی و ادبی در چاپخانه‌های وزارت فرهنگ کار کرد. او عضو انجمن شعر اتحادیهٔ نویسندگان عرب در دمشق بود. همچنین به عنوان روزنامه‌نگار برای مجلهٔ نظامی «جیش الشعب» کار کرد، سپس کارمند در ادارهٔ مرکزی آمار شد.
در سال ۱۹۸۱ اولین اثر شعری او به نام «اصلاح خطای مرگ» (به عربی: تصحيح خطأ الموت) منتشر شد که واکنشی به مرگ خواهرش، شاعر نبیهه حداد بود. این مجموعه بین سالهای ۱۹۷۶ تا ۱۹۷۷ نوشته شده است. حداد به نمایشنامه‌نویسی روی آورد و آثار بسیاری در این ژانر نوشت که از مهم‌ترین آن‌ها می‌توان به «دوتا روی زمین، یکی در آسمان»، «فروشندهٔ گل‌های خشک‌شده»، «حباب صابون»، «داستانم را به تو خواهم گفت» و «فرود با چتر بسته» اشاره کرد. در سال ۱۹۸۷ دومین مجموعه شعر او با نام «لقمه نانی برایم کافی است» در ۱۹۸۱ منتشر شد. سومین و آخرین مجموعه شعر او، «درختی که به زمین خم می‌شود» تا چند ماه پس از مرگش در ۱۹۹۱ منتشر نشد. در این مجموعه، نوشت: «هیچ چیز قوی‌تر از بوی مرگ در بهار نیست». بندر عبدالحمید اولین کسی بود که در سال ۱۹۷۳ دربارهٔ حداد مقاله‌ای نوشت. او مقدمهٔ آثار کامل چاپ‌شده حداد را در سال ۲۰۱۷ با عنوان «منم آن که از شدت شعر گریانم» نوشت. در این مجموعه، عبدالحمید چهارمین مجموعه شعری را که حداد برایش فرستاده بود رونمایی کرد و او آن را با عنوان «آنجا نور هست» در آن گنجاند که حداد در طی ژوئیه و اوت ۱۹۸۷ نوشته بود. در «معجم البابطین برای شاعران عربی در دو قرن نوزدهم و بیستم» دربارهٔ او آمده است: «در اشعارش رؤیای آزادی و آرزوی رهایی با اندوهی پنهان و احساس از دست دادن روبرو می‌شود… عناوین مجموعه‌های شعرش، نظام انسانی است که در برابر عوامل ناامیدی‌هایی که در کلمات و تصاویر او وجود دارد، مقاومت می‌کند. شعر آزاد و فارغ از قیود وزن سرود، به صداقت احساس و نوسان صداها بسنده کرد و دنیای درونی اشباع‌نشده‌اش را بیان نمود، اما از ادامه زندگی دست نکشید.»
دعد حداد در ۱۳ مارس (برخی منابع ۲۷ یا ۲۹ آوریل) ۱۹۹۱ در دمشق درگذشت.

## زندگی شخصی
حداد هرگز ازدواج نکرد. او همسایهٔ شاعر بندر عبدالحمید در خیابان العابد در منطقهٔ صالحیه در مرکز دمشق بود. دوستی آن‌ها به اوایل دههٔ ۱۹۷۰ برمی‌گشت. در دمشق در انزوا زندگی می‌کرد، در منطقه‌ای بین منطقه السبع بحرات، میدان نجمه و مرجه. برادرش مروان حداد (۱۹۳۵ – ۲۰۱۷)، کارگردان و خواهرش شاعر نبیهه حداد (۱۹۲۹ – ۱۹۷۷) شاعر بود.

## آثار
از مجموعه شعرهای وی:
- تصحيح خطأ الموت: وزارت فرهنگ، دمشق، ۱۹۸۱.
- كسرة خبز تكفيني: وزارت فرهنگ، دمشق، ۱۹۸۷.
- الشجرة التي تميل نحو الأرض: وزارت فرهنگ، دمشق، ۱۹۹۱.

نمایش‌نامه‌ها:
- بائع الزهور المجففة
- فقاعة صابون
- اثنان في الأرض وواحد في السماء
- سأحكي لكم قصتي
- الهبوط بمظلة مغلقة